# Rhonda Roland Shearer
Rhonda Roland Shearer (* 1954 in Aurora (Illinois)) ist eine US-amerikanische Bildhauerin.
Shearer veranstaltete Ausstellungen in New York, Los Angeles und London sowie in einigen kleineren Städten der Vereinigten Staaten. In ihren Werken befasste sie sich mit Gender-Disparitäten im Bereich der öffentlichen Kunst in New York. Mit ihrem Gatten Stephen Jay Gould gründete sie das Art Science Research Laboratory.